# درانژوو
درانژوو (به لهستانی:  Drążewo) یک روستا در لهستان است که در گمینا سونگسک واقع شده‌است. درانژوو ۱۳۷ نفر جمعیت دارد.